# シュリーヴィジャヤ王国

シュリーヴィジャヤ王国

シュリーヴィジャヤ王国の勢力圏

シュリーヴィジャヤ王国（シュリーヴィジャヤおうこく、Kerajaan Sriwijaya/Srivijaya、スリウィジャヤ）は、インドネシアやマレー半島、フィリピンに大きな影響を与えたスマトラ島のマレー系海上交易国家。漢文では「室利仏逝」と音訳表記される。また、アラブの資料では「ザバック」「サバイ」「スブリサ」の名でみられる。王国の起源ははっきりしないが、7世紀にはマラッカ海峡を支配して東西貿易で重要な位置を占めるようになった。

## 概要
シュリーヴィジャヤ王国は、7世紀のマラッカ海峡の交易ルートを広く支配し、多くの港市国家をしたがえる交易帝国であり、東はスマトラ島のジャンビ、西はマレー半島西岸のクダないし北スマトラと、海峡の両端に2つの拠点をもっていた。この海上帝国は、スマトラからマレーにまたがる連合国家で、中国やインドともさかんに通商をおこなった。旅行者[誰?]の記録ではスマトラの沿岸部では金貨が流通していたが、内陸部には及んでいなかったとしている。
大乗仏教伝来の足跡より、タイ南部スラーターニー県のチャイヤーがシュリーヴィジャヤの首都だったいう説がある。杜佑の『通典』によれば、チャイヤーは以前盤盤王国といわれ、唐時代には1,000人の仏僧がおり、10以上の仏教寺院があった。チャイヤーのボーロマタート寺院はシュリーヴィジャヤ様式の代表的寺院である。
1920年代、フランス人歴史学者ジョルジュ・セデスが、『新唐書』に漢文で「室利仏逝」と記される国が、古代ムラユ語（古マレー語）碑文にいうシュリーヴィジャヤ（Sribhoja）ではないかと指摘したことにより [要文献特定詳細情報]、諸資料が再検討に供され、研究が進展した。漢籍には、「室利仏逝」は670年代に出現し、741年まで唐に朝貢する国として登場し、碑文の古代ムラユ語の表記には、南インド系のパッラヴァ文字が用いられている。碑文は10点ほど残り、王国はしばしば「カダトゥアン」と呼ばれる。

## 歴史
マラッカ海峡周辺の地域に外側から最初に強い文化的影響を与えたのはインドを起源とするシヴァ信仰（のちのヒンドゥー教）であり、また、スマトラには仏教が425年頃までには伝来している。
西暦550年頃、シュリーヴィジャヤ王国の起源となる勢力となったのはメコンデルタにあった扶南であり、それがかつての属領真臘におわれ、タイのバンドン湾にあった盤盤に亡命政権を作り、のちに「赤土国」を吸収し、「室利仏逝」として670年に唐に入貢した。のちの三仏斉はジャンビとケダーとチャイヤーの3国による朝貢を目的とした連合王国である。

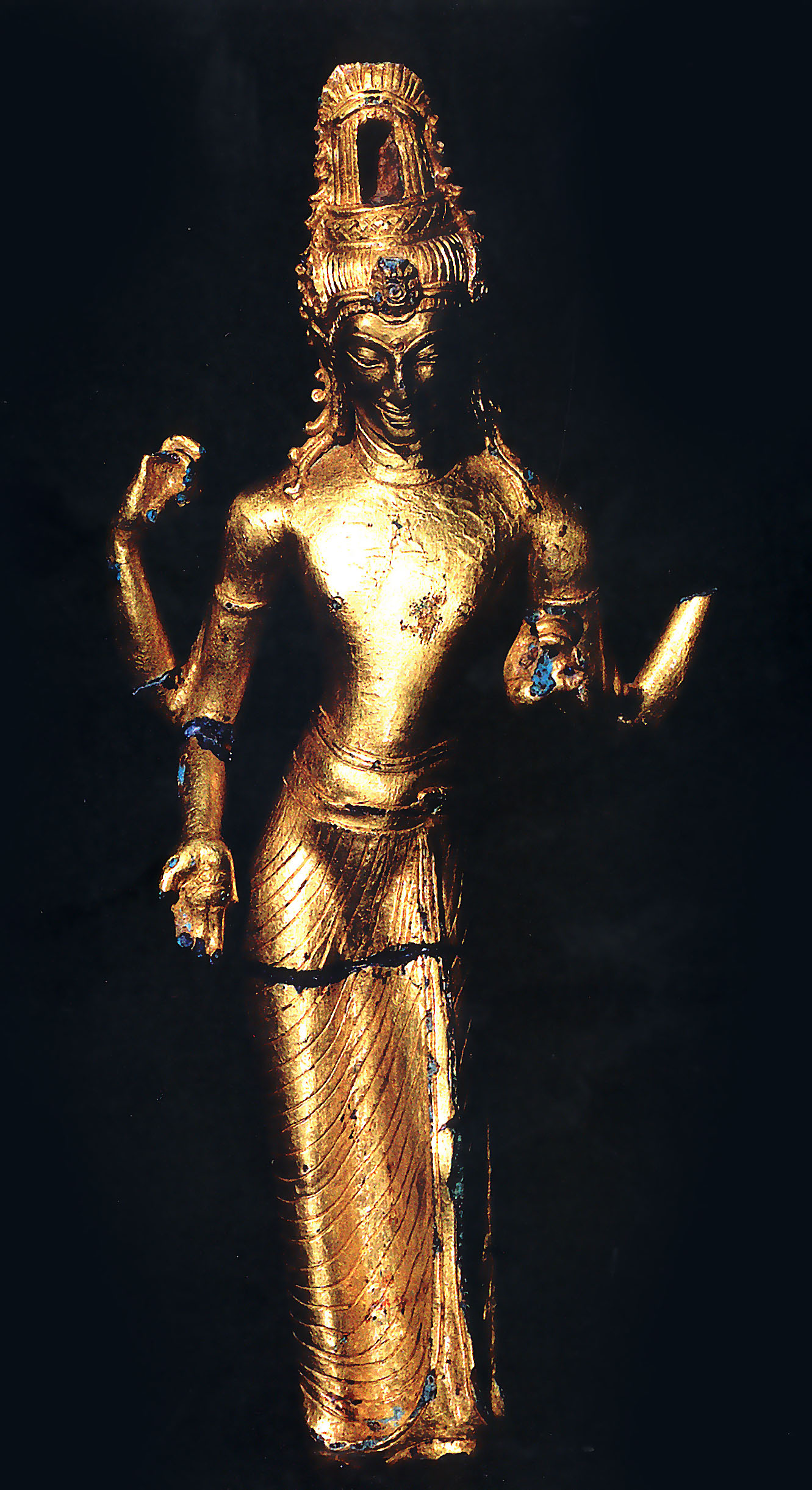
シュリーヴィジャヤ・マレー様式の黄金製の仏像。ジャンビ（インドネシア）

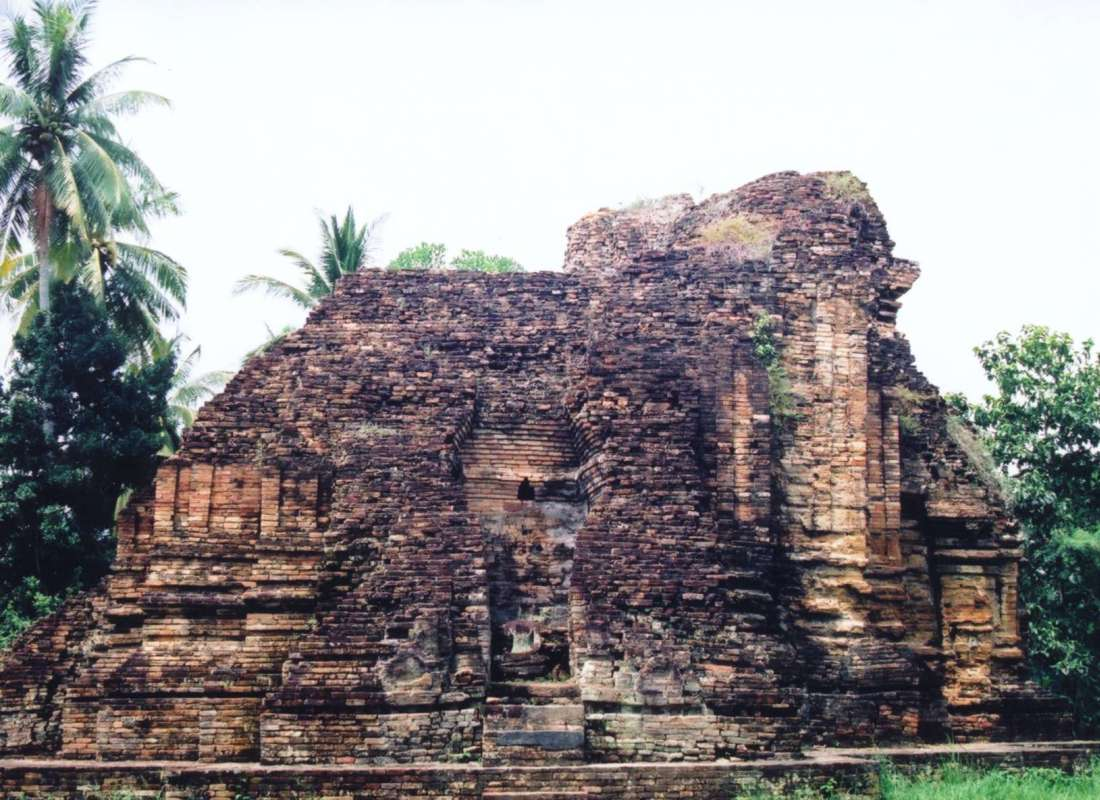
チャイヤー（タイ）のワットプラケオ

7世紀には唐の僧、義浄がインドへの旅の途次、この地に長期間滞在し、記録をのこした。彼の記録は7世紀後半のシュリーヴィジャヤについての貴重な資料のひとつとなっている（詳細後述）。7世紀から9世紀にかけて、シュリーヴィジャヤは貿易や征服を通じて地方の支配を始め、683年にダプンタ・ヒャン王はパレンバンとジャンビ王国を支配下におさめた。さらに686年にジャワの「訶陵」王国も征服しシャイレーンドラ朝を建国した。これは大乗仏教の王国であり、8世紀末にボロブドゥール寺院を建設した。これは世界最大の大乗仏教寺院である。
南インドの文字で記された碑文資料は 、パレンバン、バンカ島、ジャンビ、スマトラ南端のパラス・パセマなどから出土しており、いずれも7世紀後半のものである。これらの碑文から、当時のシュリーヴィジャヤでは大乗仏教がおこなわれていたこと、兵2万人の動員が可能であったこと、スリ・ジャヤナーシュという王が「幸ある園」を建設したことなどが知られる。
「室利仏逝」の記録は、741年の朝貢を最後に姿を消している。マレー半島中部のナコンシータマラート（タイ王国ムアンナコーンシータンマラート郡）で発見された、775年のサンスクリット語のリゴール碑文には、ヴィシュヌという名の「シャイレーンドラ王家のシュリーヴィジャヤ王」が3寺院を建立したと記されている。この時期、シュリーヴィジャヤ王国グループにおいてマハラジャ(王の中の王）の称号がシャイレーンドラ王家パナンカランに授与され、830年ごろバーラプトラがジャワを追放されるまで、シャイレーンドラ朝がシュリーヴィジャヤ・グループのリーダーであった。
その後主要国3国（上記）によって「三仏斉」という連合政体が9世紀末に結成された。また、「室利仏逝」は741年の最後の遣使ののち消えたが、インドネシアの地域から中国へ遣使をしたのはジャワ島の「訶陵」という勢力であった。この「訶陵」はシャイレーンドラ朝シュリーヴィジャヤ王国であり、シュリーヴィジャヤ・グループから集めた朝貢品をもって768年に朝貢を再開した。（それ以前の「訶陵」はサンジャヤ朝古マタラム王国であり、666年まで入貢していた。）中国史料によれば「三仏斉」と称される勢力がマラッカ海峡をのぞむ地域一帯に出現し、宋王朝へ朝貢をしきりに行った。ベトナム中部沿海のチャンパ王国は「占城」として三仏斉と対抗していた。その朝貢も南宋の財政難から12世紀末には市舶司制度に切り替えられ、ほぼ10世紀にわたる朝貢制度はいったん幕を下ろし、三仏斉も自然消滅となった。
ジャワ島のクディリ朝のダルマヴァンシャ王は、シュリーヴィジャヤの交易独占を阻止しようと、992年からマレー、スマトラ各地に侵攻した。しかし撃退され、宋王朝から200年間入貢を禁止された。
1017年、1025年にはチョーラ朝のラージェンドラ1世の遠征で打撃を受けて一時期衰退した。チョーラ朝の狙いはマレー半島の横断通商路の独占的支配であったが11世紀の終わりには三仏斉に占領地を返還した。
1275年には、ジャワ島のシンガサリ朝に征服された。
同時代、同地域のスマトラ島ではアラブやインドの商人との接触を通じて広まったイスラム教が広まっており、イスラム教徒であるアリ・ムハヤット・シャーがアチェ王国を建国した。13世紀の後半までに、同島北部のサムドラ王国の君主はイスラム教徒に改宗した。同じ頃、シュリーヴィジャヤ王国はクメール王朝の、後にスコータイ王朝の属国になった。
1377年にはジャワ島中東部のマジャパヒト王国によって征服されたが、1414年までにマレー半島のマラッカに逃れたシュリーヴィジャヤ王国の最後の王子パラメスワラがイスラム教に改宗し、同地でスルタン制が始まった。このマラッカ王国は1511年8月24日にポルトガルによって征服された。

## 義浄の記録
東アジアに説一切有部系の経典類をもたらした唐の高僧義浄は、インドへの旅の往復に、シュリーヴィジャヤに長期間滞在した。
往路は、671年に広州から出航し、20日たらずで室利仏逝に到着し、半年間そこでサンスクリット音韻論を学んでいる。その後、摩羅遊（ムラユ、現在のシンガポールの向かいのリアウ諸島と考えられている）に2か月滞在し、羯荼（クダ）を経由してインドに向かった。
復路は、687年にクダ経由でムラユに到着したが、そこは室利仏逝の領土となっていた。パレンバンで見つかったクドゥカンブキト碑文には、682年にシュリーヴィジャヤの王が遠征に成功し、町を建てたことが記されている。これはシュリヴィジャヤの「戦勝記念碑」である。シュリーヴィジャヤはマラッカ海峡全域の支配に成功した。義浄は、695年まで室利仏逝の地にあって、仏典の漢訳にたずさわったほか、『大唐西域求法高僧伝』と『南海寄帰内法伝』を著した。
義浄は、当時の室利仏逝には僧侶1,000人あまりを擁し、法式も整備され、インドのナーランダー僧院に匹敵するほどの大乗仏教教学の中心地であったと記している。

## 歴代王
以下の王名が刻文より知られる。
- ダプンタ・ヒャン（英語版） - 683年頃に在位
- ダルマ・ストゥル（英語版） - 娘タラはシャイレーンドラ朝のサマラトゥンガの妃となり、バーラプトラ・デワを産んだ。
- バーラプトラ・デワ（英語版） - シャイレーンドラ朝の最後の王、856年に姉プラモーダヴァルダニー（英語版）との争いに敗北し、シュリーヴィジャヤに亡命、王位についた。
- サングラマ・ウィジャヤトゥンガワルマン（英語版） - 1025年にチョーラ朝のラージェーンドラ1世の襲撃を受け、捕虜となる。